# Le Bal des adieux
Pour plus de détails, voir Fiche technique et Distribution.
Le Bal des adieux (Song Without End) est un film américain réalisé par Charles Vidor, sorti en 1960.
Après la mort de Vidor au cours de tournage, George Cukor est chargé de terminer la réalisation. Le film obtint l'Oscar de la meilleure musique.

## Synopsis
Jeune pianiste de talent et salué par la critique, Franz Lizst n'en reste pas moins un personnage torturé par la solitude. À l'occasion d'une tournée européenne, le jeune artiste fait la rencontre de la princesse Carolyne de Sayn-Wittgenstein. Tous deux entament une idylle à double tranchant puisque cette nouvelle relation a une conséquence négative sur les performances de Franz.

## Fiche technique
- Titre : Le Bal des adieux
- Titre original : Song Without End
- Réalisation : Charles Vidor
- Scénario : Oscar Millard
- Photographie : James Wong Howe
- Production : William Goetz
- Pays de production :  États-Unis
- Format : Couleurs - 2,35:1 - Mono - 35 mm
- Genre : Drame, musical
- Musique :  Morris Stoloff et Harry Sukman
- Durée : 141 minutes
- Date de sortie :
  - États-Unis : 11 août 1960
- Affiche : Georges Kerfyser (France)

## Distribution
- Dirk Bogarde (VF : Jean-Louis Jemma) : Franz Liszt
- Capucine (VF : Nadine Alari) : Princesse Carolyne Wittgenstein
- Geneviève Page (VF : Elle-même) : Comtesse Marie d'Agoult
- Patricia Morison (VF : Jacqueline Morane) : George Sand
- Ivan Desny (VF : Jacques Dacqmine) : Prince Nicholas
- Martita Hunt (VF : Délia Col) : Grande Duchesse
- Lou Jacobi : Potin
- Albert Rueprecht (VF : Philippe Mareuil) : Prince Félix Lichnowsky
- Marcel Dalio (VF : Lui-même) : Chelard
- Lyndon Brook (VF : Jacques Thébault) : Richard Wagner
- Walter Rilla (VF : Claude Péran) : Archevêque
- Hans Unterkircher (VF : Jean-Henri Chambois) : Tsar
- E. Erlandsen (VF : Jacques Beauchey) : Sigismond Thalberg
- Alex Davion : Frédéric Chopin
- Katherine Squire : Anna Liszt

## Récompenses
- Oscar de la meilleure musique pour Morris Stoloff et Harry Sukman lors de la 33e cérémonie des Oscars.
- Nomination aux Golden Globes pour Dirk Bogarde et Capucine.

## Autour du film
C'est le célèbre pianiste Jorge Bolet qui interprète les parties musicales de piano.
En 1959, Harold Hayes, le responsable éditorial d'Esquire, commande de nombreux travaux à Kurtzman et l'envoie couvrir des tournages dont celui du Bal des adieux. Kurtzman raconte le tournage du film en bande dessinée.